# Ribeirão dos Araras

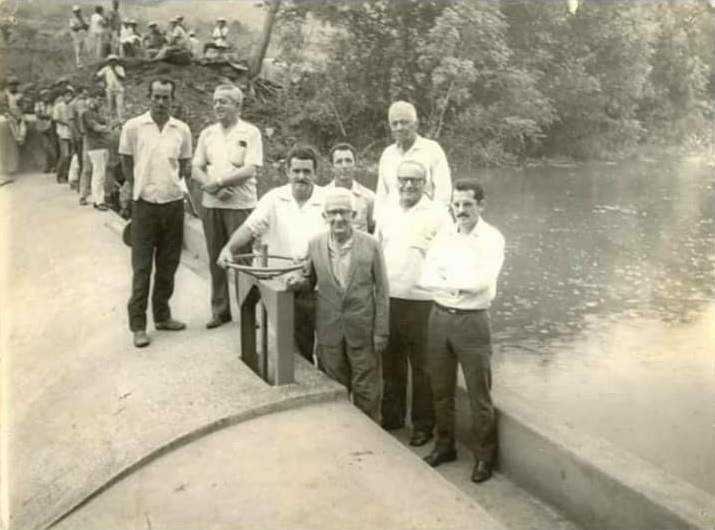
Inauguração sistema de captação de água no Ribeirão Araras em Piumhi/MG. Na foto o então Prefeito com populares.

Localizado no município de Piumhi, em Minas Gerais, o Ribeirão dos Araras tem sua cabeceira localizada na Serra da Pimenta e sua foz localiza-se no Rio São Francisco. 
O Ribeirão dos Araras foi local de estudo em 1995 por Marcio Anselmo Duarte Ferrari, da UNICAMP, que detectou que em cerca de 13 anos, caso o assoreamento do ribeirão e sua mata ciliar não fossem preservados, poderia secar. 
Na década de 2010, o SAAE, Serviço Autônomo de Água e Esgoto de Piumhi ignorou estes fatos dobrando a capacidade de captação de água do Ribeirão Araras, comprometendo assim a manutenção do córrego. 
Apesar de tudo, em 2012 foi aprovado a lei que declara que o Ribeirão dos Araras passa a ser patrimônio ambiental, a lei abrange a limitação geográfica e estabelece regras de ocupação e uso de solo dos recursos naturais, a pesca esportiva é permitida.  
Em 2014, a bacia do Ribeirão Araras, resistindo a todas as previsões de seca, continua sendo maior fonte de abastecimento da cidade, mas em outubro teve uma queda de vazão em torno de 40%. Seu fornecimento era de 120 litros por segundo e caiu para 80 litros por segundo.            